# Andrés Esteche
Andrés Esteche, född 8 februari 1976 i Buenos Aires, är en svensk sångare som slog igenom i dokusåpan Fame Factory 2002. Han medverkade i Melodifestivalen 2003 och 2004, och har haft hitlåtar med "Just Like a Boomerang", "Olé Olé" och "Bad Temptation".
Esteche föddes i Argentina av uruguayanska föräldrar. Mellan ett ochno års ålder bodde han i Sverige efter att familjen flytt militärdiktaturen. De återvände efter diktaturens fall men Esteche kom som 17-åring tillbaka till Sverige som utbytesstudent.
Esteche har engagerat sig politiskt i Vänsterpartiet och HBT-rörelsen. 2010 stödde han Vänsterpartiet med vallåten "Robin Hoods vänner". 2012 valdes han att ingå i styrgruppen för den då nybildade HBTQ-vänstern. Esteche lämnade sedan Vänsterpartiet för Feministiskt initiativ och 2017 blev han invald i Feministiskt initiativ Stockholms styrelse. Han har även varit ledamot i styrelsen för Stockholm Pride 2011. Han var ordförande för RFSL Stockholm 2016.
2018 släppte han sin första bok, Kom ut, kom in (Come out, come in på engelska) på Tallbergs Förlag.

## Teater

### Roller
| År   | Roll           | Produktion                                                                             | Regi            | Teater                 |
| ---- | -------------- | -------------------------------------------------------------------------------------- | --------------- | ---------------------- |
| 2004 | Joe José Vegas | Fame José Fernandez, Steve Margoshes och Jacques Levy                                  | Hans Berndtsson | Oscarsteatern          |
| 2005 | Gus            | Saturday Night Fever' Nan Knighton, Arlene Phillips, Paul Nicholas och Robert Stigwood | TJ Rizzo        | Oscarsteatern          |
| 2011 |                | Drömvinsten Roland Nordqvist                                                           | Pontus Olgrim   | Sommarteater, Enköping |

## Diskografi

### Album
- 2003 - Just Like a Boomerang

### Singlar
- 2003 - Just Like a Boomerang
- 2003 - Bad Temptation
- 2004 - Olé Olé
- 2006 - Ängel
- 2009 - I Wanna Be Free
- 2010 - Robin Hoods vänner
- 2021 -  Princess Boy (som Andy E)
- 2021 - In your smile (som Andy E)
- 2022 - Too Late (som Andy E)
- 2022 - Downfall (som Andy E)
- 2023 - Inside of Me (som Andy E)